# Encefalite californiana
L’ encefalite californiana è un'infezione virale che provoca quasi il 20% delle meningiti acute dell'infanzia, con una relativa mortalità molto bassa.

## Eziologia
La causa è da riscontrarsi nel virus Bunyaviridae californiane, uno dei cinque virus della famiglia Bunyaviridae. Quasi sempre la sottospecie è quella LaCrosse dove in estate e nelle zone centro-settentrionali è più diffuso. L'epidemiologia avviene tramite la zanzara denominata Aedes triseriatus.

## Sintomatologia
Lo stadio evolutivo dell'encefalite inizia con uno stato febbrile. Prodromi virali aspecifici, in seguito meningismo per alcuni giorni con spontanea guarigione, i casi gravi sono molto rari. Sintomi minori sono convulsioni, modificazione del comportamento. 